# Liste der Bodendenkmale in Kaaks
In der Liste der Bodendenkmale in Kaaks sind die Bodendenkmale der Gemeinde Kaaks nach dem Stand der Bodendenkmalliste des Archäologischen Landesamts Schleswig-Holstein von 2016 aufgelistet. Die Baudenkmale sind in der Liste der Kulturdenkmale in Kaaks aufgeführt.
| Denkmal-ID           | Befundart           | Bezeichnung                               | Zeitstellung                 | Lage | Bemerkungen | Bild |
| -------------------- | ------------------- | ----------------------------------------- | ---------------------------- | ---- | ----------- | ---- |
| aKD-ALSH-Nr. 004 657 | Grabmal > Grabhügel | Grabhügel                                 | Vor- und/oder Frühgeschichte |      |             |      |
| aKD-ALSH-Nr. 004 658 | Grabmal > Grabhügel | Grabhügel                                 | Vor- und/oder Frühgeschichte |      |             |      |
| aKD-ALSH-Nr. 004 659 | Grabmal > Grabhügel | Grabhügel                                 | Vor- und/oder Frühgeschichte |      |             |      |
| aKD-ALSH-Nr. 004 660 | Grabmal > Langbett  | Langbett/Steinreihe                       | Neolithikum                  |      |             |      |
| aKD-ALSH-Nr. 004 661 | Grabmal > Grabhügel | Grabhügel                                 | Vor- und/oder Frühgeschichte |      |             |      |
| aKD-ALSH-Nr. 004 662 | Grabmal > Grabhügel | Grabhügel                                 | Vor- und/oder Frühgeschichte |      |             |      |
| aKD-ALSH-Nr. 004 663 | Grabmal > Grabhügel | Grabhügel                                 | Vor- und/oder Frühgeschichte |      |             |      |
| aKD-ALSH-Nr. 004 664 | Grabmal > Grabhügel | Grabhügel                                 | Vor- und/oder Frühgeschichte |      |             |      |
| aKD-ALSH-Nr. 004 665 | Grabmal > Grabhügel | Grabhügel                                 | Vor- und/oder Frühgeschichte |      |             |      |
| aKD-ALSH-Nr. 004 666 | Grabmal > Grabhügel | Grabhügel                                 | Vor- und/oder Frühgeschichte |      |             |      |
| aKD-ALSH-Nr. 004 667 | Grabmal > Grabhügel | Grabhügel                                 | Vor- und/oder Frühgeschichte |      |             |      |
| aKD-ALSH-Nr. 004 668 | Grabmal > Grabhügel | Grabhügel                                 | Vor- und/oder Frühgeschichte |      |             |      |
| aKD-ALSH-Nr. 004 669 | Grabmal > Grabhügel | Grabhügel                                 | Vor- und/oder Frühgeschichte |      |             |      |
| aKD-ALSH-Nr. 004 670 | Grabmal > Grabhügel | Grabhügel                                 | Vor- und/oder Frühgeschichte |      |             |      |
| aKD-ALSH-Nr. 004 671 | Befestigung > Burg  | Burg/Motte/Ringwall/Turmhügel „Kaaksburg“ | Mittelalter                  |      |             |      |
| aKD-ALSH-Nr. 004 672 | Altweg, Hafen       | Weg/Furt/Wasserstraße/Hafen               | Vor- und Frühgeschichte      |      |             |      |
| aKD-ALSH-Nr. 004 673 | Grabmal > Grabhügel | Grabhügel                                 | Vor- und/oder Frühgeschichte |      |             |      |
| aKD-ALSH-Nr. 004 674 | Grabmal > Grabhügel | Grabhügel                                 | Vor- und/oder Frühgeschichte |      |             |      |
| aKD-ALSH-Nr. 004 675 | Grabmal > Grabhügel | Grabhügel                                 | Vor- und/oder Frühgeschichte |      |             |      |
| aKD-ALSH-Nr. 004 676 | Grabmal > Grabhügel | Grabhügel                                 | Vor- und/oder Frühgeschichte |      |             |      |
| aKD-ALSH-Nr. 004 677 | Grabmal > Grabhügel | Grabhügel                                 | Vor- und/oder Frühgeschichte |      |             |      |
| aKD-ALSH-Nr. 004 678 | Grabmal > Grabhügel | Grabhügel                                 | Vor- und/oder Frühgeschichte |      |             |      |
| aKD-ALSH-Nr. 004 679 | Grabmal > Grabhügel | Grabhügel                                 | Vor- und/oder Frühgeschichte |      |             |      |
| aKD-ALSH-Nr. 004 680 | Grabmal > Grabhügel | Grabhügel                                 | Vor- und/oder Frühgeschichte |      |             |      |
| aKD-ALSH-Nr. 004 681 | Grabmal > Grabhügel | Grabhügel                                 | Vor- und/oder Frühgeschichte |      |             |      |
| aKD-ALSH-Nr. 004 682 | Grabmal > Grabhügel | Grabhügel                                 | Vor- und/oder Frühgeschichte |      |             |      |